# Grupo Hirmer

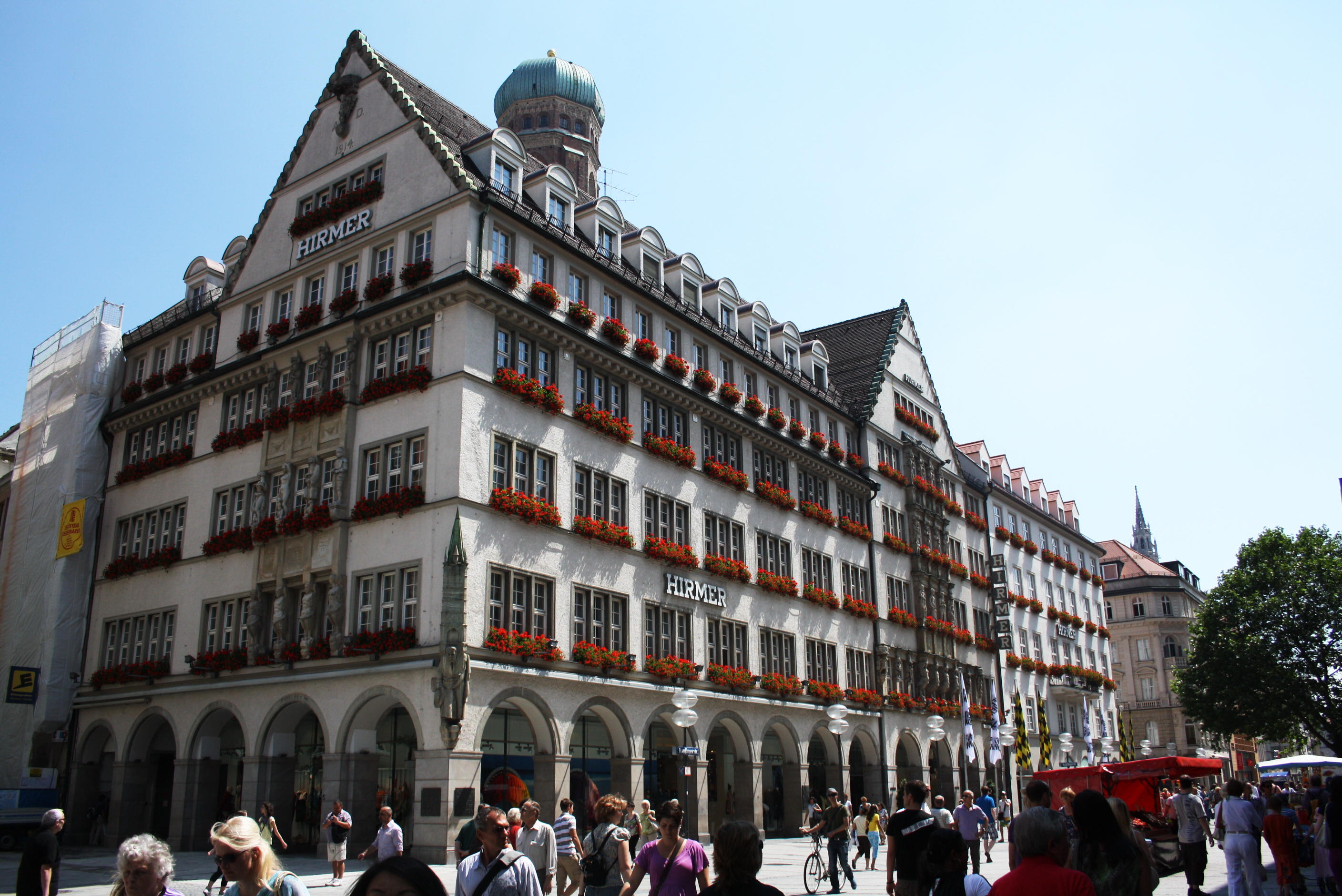
Sede central de Hirmer desde 1962

Grupo Hirmer (en alemán: Hirmer Gruppe) es una empresa alemana de comercio minorista de textiles con sede en Múnich, que ha estado en manos de la familia durante tres generaciones.

## Historia
En 1876, Jacob Bamberger (1849–1918) fundó en Worms un negocio de confección, que más tarde fue dirigido por sus cinco hijos. Después de abrir las filiales de Bamberger & Hertz en Frankfurt am Main, Saarbrücken, Stuttgart, Colonia y Leipzig, en 1914 abrieron la filial en Múnich en la casa Kaufingerstraße 22 (hoy Kaufingerstraße 28). El propietario era el hijo Siegfried, llamado "Fritz" Bamberger (1885–1976).
Hans Hirmer (1897–1980) ingresó el 15 de octubre de 1915 como vendedor en el negocio de **Bamberger & Hertz** en Múnich y ascendió hasta convertirse en el jefe de compras de las seis tiendas de **Bamberger & Hertz** en 1933. Después de la creación de la base legal para la “arización” a mediados de 1938, Hans Hirmer y Emil Haller, con el principal inversor Theodor Döring, adquirieron el 25 de agosto de 1938 el negocio de Múnich del propietario judío Siegfried Bamberger y fundaron así la Hirmer & Co. KG. Según la actual Hirmer Office GmbH, Hans Hirmer le prometió verbalmente a Bamberger que administraría la empresa en fideicomiso, pero no lo aseguró por escrito.
Después del final de la Segunda Guerra Mundial, el gobierno militar estadounidense puso a Hirmer & Co. KG y a otras empresas arizadas bajo administración fiduciaria. Esta fue asumida hasta el 6 de diciembre de 1949 por Lothar Bernstein, un antiguo empleado de Bamberger & Hertz. En 1946, Siegfried Bamberger inició los pasos legales para la devolución de su empresa arizada en 1938. Ante la Wiedergutmachungsbehörde I Oberbayern, se llegó a un acuerdo el 21 de noviembre de 1949 en el procedimiento de restitución. Este incluyó la devolución completa de todos los activos de la anterior Hirmer & Co. KG, incluidas las reclamaciones por daños de guerra, a él a partir del 21 de junio de 1948. Esto implicó la fundación de la nueva empresa Hirmer & Co. KG (neu) con Hans Hirmer como socio personalmente responsable y Siegfried Bamberger como socio mayoritario, en inmediata sucesión jurídica de la antigua Hirmer & Co. KG.
En 1951, la familia Hirmer adquirió todas las acciones de la empresa de Siegfried Bamberger, el único sobreviviente del Holocausto de los antiguos cinco hermanos judíos, que no quiso regresar a Alemania. Según la actual Hirmer Office GmbH, las familias siguen manteniendo una relación amistosa hasta hoy. En 1957, Hirmer entró en el desarrollo de inmuebles comerciales para un edificio fabril de la Mantelfabrik Dorn en Giesing. Le siguieron inversiones en inmuebles comerciales y residenciales en Múnich y Ratisbona.
En 1962, la casa matriz fue reinaugurada después de la adquisición de los espacios completos de la casa Kaufingerstraße 22; ofrecía una escalera central redonda y un pasaje en la planta baja. En 1971, Hans Hirmer donó a la ciudad de Múnich la ampliación del hogar de ancianos Rümannstraße (Hans Hirmer Haus).
En 1980, Max-Peter Hirmer y su hermano Walter Hirmer asumieron la dirección de la casa matriz Hirmer de su tío abuelo Hans Hirmer. A partir de 1986, Gerhard Schütz junto con Max-Peter y Walter Hirmer, construyeron la cadena de moda masculina Eckerle para confección empresarial. Hasta 2013 se abrieron doce tiendas en Alemania. En Mannheim, se fundó en 1995 la primera tienda de tallas grandes de Hirmer, y en 1989 se añadió una sección de tallas grandes en la casa matriz. En Viena, en 2001, se inauguró Hirmer große Größen como la primera tienda fuera de Alemania. En 2009, se fundó una tienda en línea.
La división Hirmer Immobilien construyó en 2014 el Campo Bahia, la residencia de la selección alemana de fútbol durante el Mundial. En 2017, Hirmer Immobilien adquirió el histórico Hotel Elephant en Weimar. En 2018, se añadieron nueve sociedades operativas de hoteles de Travel Charme Hotels & Resorts así como la sociedad de servicios con sede en Berlín. En diciembre de 2019, se asumió el Hotel Bachmair am See como Erbbaurecht; una remodelación fue impedida por la pandemia de COVID-19, la ampliación a 150 habitaciones está prevista para 2025. El grupo Hirmer también es propietario del último terreno no edificado del antiguo campo de concentración satélite de Múnich-Allach (Granatstraße 12), donde ahora se planea la construcción de inmuebles.
En abril de 2024, Hirmer vendió sus dos marcas hoteleras Travel Charme y Urban Nature a DSR Hotel Holding.

## Premios
- 2015: Premio TW-Forum. [9]